# Saison 2005-2006 de l'Arsenal FC
Maillots
Chronologie
Saison précédente Saison suivante
Le club de football londonien d'Arsenal participe lors de la saison 2005-2006 au championnat d'Angleterre, au Community Shield 2005, à la Coupe d'Angleterre, à la Coupe de la Ligue anglaise et à la Ligue des champions.

## Compétitions

### Championnat
Arsenal termine quatrième du championnat d'Angleterre, remporté par Chelsea, et son attaquant Thierry Henry termine meilleur buteur avec vingt-sept buts.
|    |                      | J  | G  | N  | P  | +  | -  | GD  | Pts |
| -- | -------------------- | -- | -- | -- | -- | -- | -- | --- | --- |
| 1  | Chelsea              | 38 | 29 | 4  | 5  | 72 | 22 | +50 | 91  |
| 2  | Manchester United    | 38 | 25 | 8  | 5  | 72 | 34 | +38 | 83  |
| 3  | Liverpool            | 38 | 25 | 7  | 6  | 57 | 25 | +32 | 82  |
| 4  | Arsenal              | 38 | 20 | 7  | 11 | 68 | 31 | +37 | 67  |
| 5  | Tottenham Hotspur    | 38 | 18 | 11 | 9  | 53 | 38 | +15 | 65  |
| 6  | Blackburn Rovers     | 38 | 19 | 6  | 13 | 51 | 42 | +9  | 63  |
| 7  | Newcastle United     | 38 | 17 | 7  | 14 | 47 | 42 | +5  | 58  |
| 8  | Bolton Wanderers     | 38 | 15 | 11 | 12 | 49 | 41 | +8  | 56  |
| 9  | West Ham             | 38 | 16 | 7  | 15 | 52 | 55 | -3  | 55  |
| 10 | Wigan Athletic       | 38 | 15 | 6  | 17 | 45 | 52 | -7  | 51  |
| 11 | Everton              | 38 | 14 | 8  | 16 | 34 | 49 | -15 | 50  |
| 12 | Fulham               | 38 | 14 | 6  | 17 | 48 | 58 | -10 | 48  |
| 13 | Charlton             | 38 | 13 | 8  | 17 | 41 | 55 | -14 | 47  |
| 14 | Middlesbrough        | 38 | 12 | 9  | 17 | 48 | 58 | -10 | 45  |
| 15 | Manchester City      | 38 | 13 | 4  | 21 | 43 | 48 | -5  | 43  |
| 16 | Aston Villa          | 38 | 10 | 12 | 16 | 42 | 55 | -13 | 42  |
| 17 | Portsmouth           | 38 | 10 | 8  | 20 | 37 | 62 | -25 | 38  |
| 18 | Birmingham City      | 38 | 8  | 10 | 20 | 28 | 50 | -22 | 34  |
| 19 | West Bromwich Albion | 38 | 7  | 9  | 22 | 31 | 58 | -27 | 30  |
| 20 | Sunderland           | 38 | 3  | 6  | 29 | 26 | 69 | -43 | 15  |

J = Matchs joués; G = Matchs gagnés; N = Matchs nuls; P = Matchs perdus; + = Buts pour; - = Buts contre; GD = différence de buts; Pts = Points

### Coupe d'Angleterre
Arsenal est éliminé par les Bolton Wanderers sur le score d'un à zéro en seizième de finale.

### Coupe de la Ligue
Arsenal élimine Sunderland, Reading et les Doncaster Rovers puis il est sorti de la compétition en demi-finale par Wigan.

### Community Shield
Au mois d'août, le club dispute le Community Shield 2005 en tant que vainqueur de la Coupe d'Angleterre 2004-2005. Il perd 1-2 contre Chelsea, champion d'Angleterre 2004-2005.

### Ligue des champions
Arsenal se classe premier du groupe B puis il élimine successivement le Real de Madrid, la Juventus de Turin et Villarreal avant de s'incliner en finale au stade de France face au FC Barcelone. 
| Rang | Équipe         | Pts | J | G | N | P | Bp | Bc | Diff |  | Résultats (▼ dom., ► ext.) |     |     |     |     |
| ---- | -------------- | --- | - | - | - | - | -- | -- | ---- |  | -------------------------- | --- | --- | --- | --- |
| 1    | Arsenal        | 16  | 6 | 5 | 1 | 0 | 10 | 2  | +8   |  | Arsenal                    |     | 0-0 | 2-1 | 3-0 |
| 2    | Ajax Amsterdam | 11  | 6 | 3 | 2 | 1 | 10 | 6  | +4   |  | Ajax Amsterdam             | 1-2 |     | 2-0 | 2-1 |
| 3    | FC Thoune      | 4   | 6 | 1 | 1 | 4 | 4  | 9  | -5   |  | FC Thoune                  | 0-1 | 2-4 |     | 1-0 |
| 4    | Sparta Prague  | 2   | 6 | 0 | 2 | 4 | 2  | 9  | -7   |  | Sparta Prague              | 0-2 | 1-1 | 0-0 |     |

| Club         | Aller | Total | Retour | Club           |
| ------------ | ----- | ----- | ------ | -------------- |
| Real Madrid  | 0 - 1 | 0 - 1 | 0 - 0  | Arsenal        |
| Arsenal      | 2 - 0 | 2 - 0 | 0 - 0  | Juventus Turin |
| Arsenal      | 1 - 0 | 1 - 0 | 0 - 0  | Villarreal     |
| FC Barcelone | -     | 2 - 1 | -      | Arsenal        |